# Vili Guček (televizijski voditelj)
Vili Guček, slovenski TV voditelj, * 1944, † 16. januar 2018, Mariborsko Pohorje.
Najpogosteje je poročal o gospodarskih temah in stiskah ljudi. Predvsem je znan kot redni sodelavec oddaje TV Tednik in ustvarjalec oddaje o avtomobilizmu 10 tisoč obratov. Mnogim so v spominu ostala tudi njegova poročanja iz časa osamosvojitvene vojne.
Od upokojitve 2005 se z aktivnim novinarstvom ni več ukvarjal.
Konec sedemdesetih in v začetku osemdesetih je bil aktiven v občinski SZDL.
Umrl je na 51. letnem smučarskem dogodku Društva novinarjev športnikov Slovenije.